# Molen

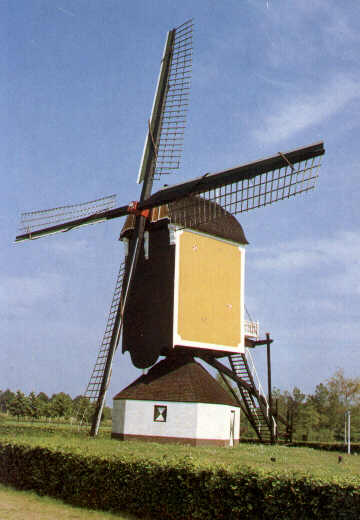
Standerdmolen te Uden

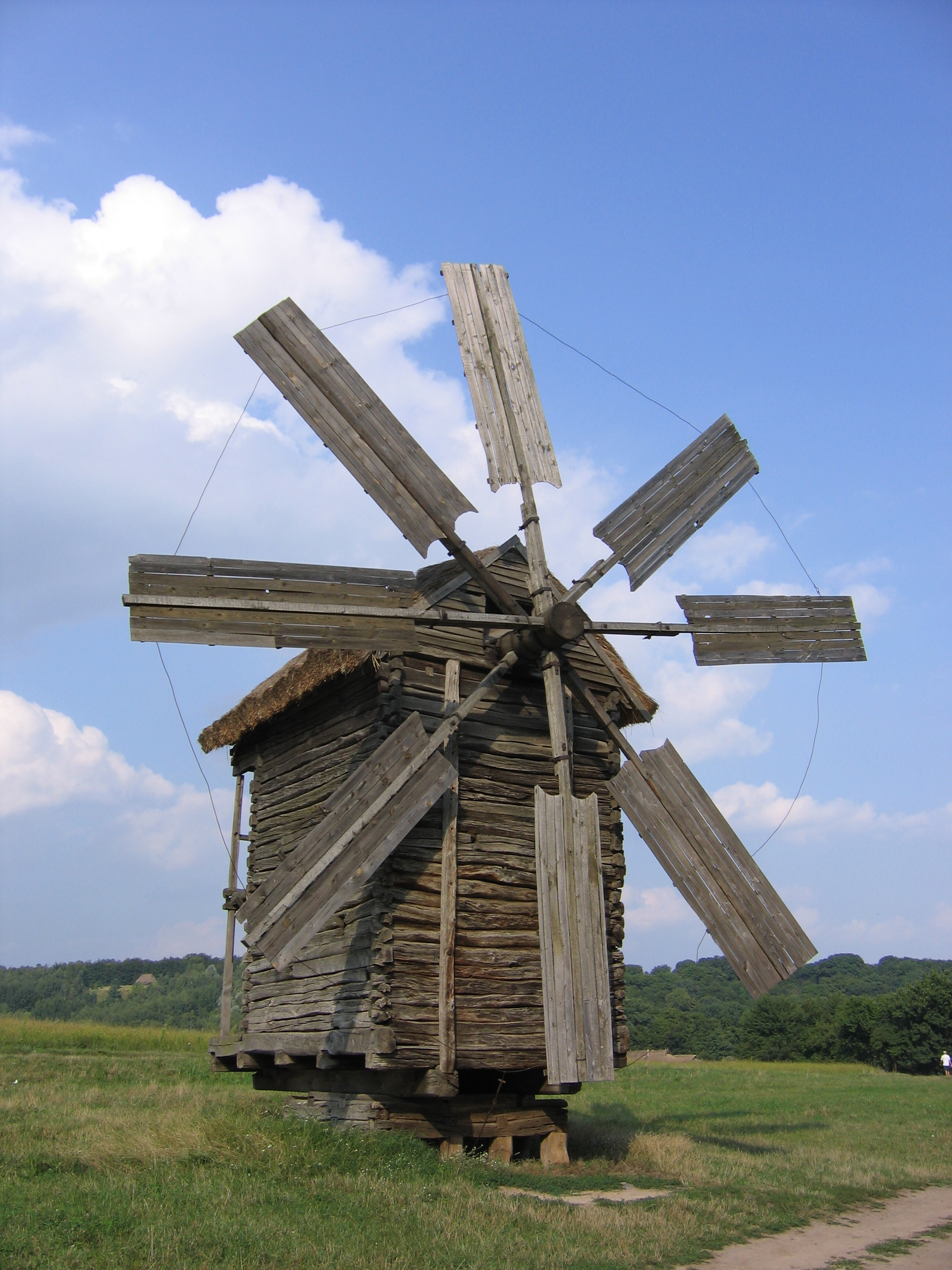
Eenvoudige standerdmolen in Oekraïne

Een molen is een werktuig met een draaiend mechaniek en een aandrijving, dat kan dienen voor het malen, persen of stampen van granen, verfpigmenten en andere grondstoffen, het zagen van hout, pompen van water, takelen van een last of opwekken van elektriciteit. Een molen kan worden aangedreven door de wind (windmolen), water (watermolen), de spierkracht van mensen (handmolen, tredmolen) en dieren (rosmolen) of door een motor.

## Ontstaansgeschiedenis
Watermolens raakten verspreid over Europa aan het einde van het Romeinse Rijk. Er werd gebruikgemaakt van stromend water met voldoende verval voor de aandrijving, maar er werd ook gebruikgemaakt van stromend water met onvoldoende verval. Bij dit laatste werden schipmolens gebruikt die in de rivier verankerd lagen of voor de kust, en daar van de getijstromingen gebruikmaakten. Op plaatsen waar het verval of de stroming niet voldoende was om een waterrad aan te drijven moest een andere oplossing gezocht worden. Het is dan ook in deze streek waar de eerste windmolens gevonden kunnen worden.
De gegevens van de uitvinding van de windmolen zijn verloren gegaan in de nevel van de geschiedenis. In historische bronnen wordt vaak niet specifiek vermeld of het een watermolen of een windmolen betreft.
Lang is men ervan uitgegaan dat het eerste windmolentype in Europa de standerdmolen is geweest. Maar dit type molen is zo ingenieus geconstrueerd dat het er onmogelijk zo maar opeens geweest kan zijn. Het is daarom aannemelijk dat de standerdmolen door een ontwikkelingsfase is gegaan die enige honderden jaren heeft geduurd.

### Inverted mill

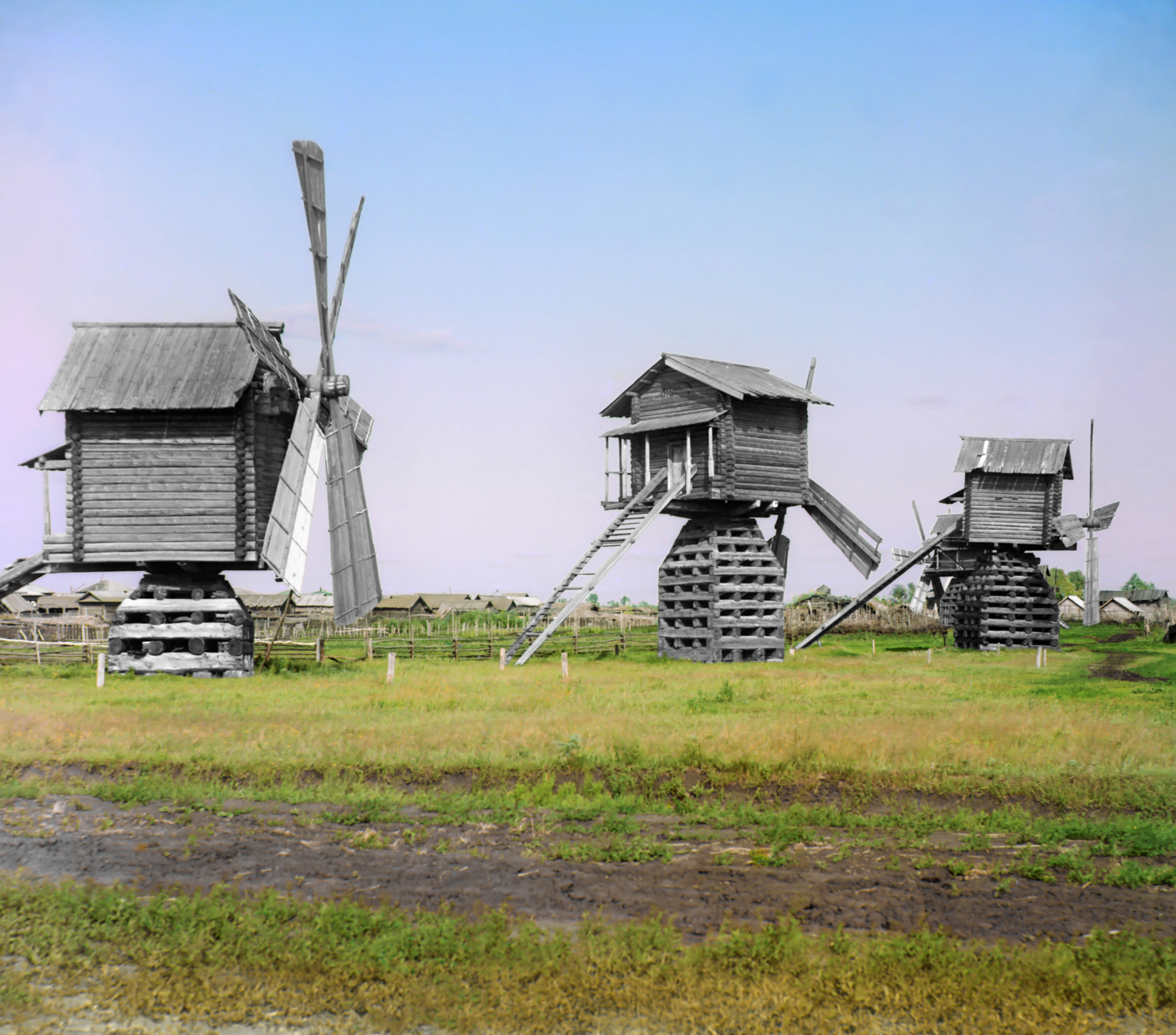
Eenvoudige standerdmolens in Rusland, de middelste en rechter zijn voorbeelden van een inverted mill.

De eerste windmolens verschenen rond het jaar 1000 in Noordwest-Frankrijk, Vlaanderen en Zuid-Engeland. In wezen waren dit watermolens geplaatst op een centrale paal waarbij het rad vervangen was door wieken. De laatste exemplaren van de "inverted mill" zijn waarschijnlijk rond 1930 verloren gegaan en hebben nagenoeg geen sporen achtergelaten. Op een oude foto gemaakt in Rusland is een groepje van deze molens te zien waarvan de meest rechtse de originele vorm is. Het is duidelijk te zien dat de as horizontaal ligt en vrij laag in de kast ligt. Dit betekent dus dat de maalstenen - net als bij een watermolen - van onderen aangedreven werden.

### Moulin Chandelier
Bij de verdere ontwikkeling van dit type heeft men de as hoger geplaatst en de houten onderbouw vervangen door een stenen toren. Van dit type molen, genaamd moulin chandelier, is er slechts één bewaard gebleven, samen met tientallen stenen ondertorens die zijn gedateerd rond het jaar 1000.

### Standerdmolen
De standerdmolen kan worden gezien als een moulin chandelier waarvan de onderbouw is vervangen door een houten staak die is geschoord met steekbanden die op hun beurt weer rusten op de horizontale kruisplaten. Deze kruisplaten werden vroeger vaak in de grond ingegraven voor stevigheid. Later is men ze op stenen blokken (teerlingen) gaan plaatsen. Deze ondergrondse kruisplaten worden in zowel Engeland als Bretagne gevonden en dateren van rond 1100.

### Paltrokmolen
De paltrok of paltrokmolen is een molentype, ontstaan uit de standerdmolen, waarbij in het molenhuis een grotere werkruimte is gemaakt. De standerd is hier als koningsstijl een vast onderdeel van de constructie geworden en staat op de staart- of sleutelbalk. De staartbalk ligt over de pen van de koning, die ingekeept op de kruisbalken ligt. De kruisbalken worden in het midden ondersteunt door een gemetselde stenen poer van ongeveer een meter in het vierkant. De uiteinden van de kruisbalken liggen in de ringmuur. De ringmuur met kruirollen zorgt voor stabiliteit. De Nederlandse paltrokmolens zijn alle ingericht als zaagmolen.

### Torenmolen
De torenmolen hoeft niet per se een jonger type te zijn dan de standerdmolen. Bekend is dat er in Dover in 1280 een stenen molen stond. De torenmolen heeft de standerdmolen nooit echt kunnen verslaan in populariteit omdat deze duur was om te bouwen, moeilijker was in gebruik en slechts één koppel molenstenen kon aandrijven. Dit laatste nadeel werd in de 16e eeuw ongedaan gemaakt met de uitvinding van de koningsspil.
Een zijsprong in de ontwikkeling is de molen in Templeuve. Van buiten lijkt dit een torenmolen, maar het hele binnenwerk rust op een centrale paal en draait mee bij het kruien van de molen.

### Houten achtkant
Omstreeks 1400 werd de kruibare kap ontwikkeld, die het eerst toegepast werd op torenmolens. Hierdoor werd het mogelijk om conisch gemetselde, achtkante molens te bouwen, eerst in steen en later ook in hout. In het begin van de zestiende eeuw ontstond in Noord- en Zuid-Holland de houten achtkant. Dit type molen verdrong in Noord-Holland de standerdmolen en de wipmolen, maar in Zuid-Holland alleen de standerdmolen. Rond 1750 werden in heel Nederland achtkante molens gebouwd.

### In de Lage Landen

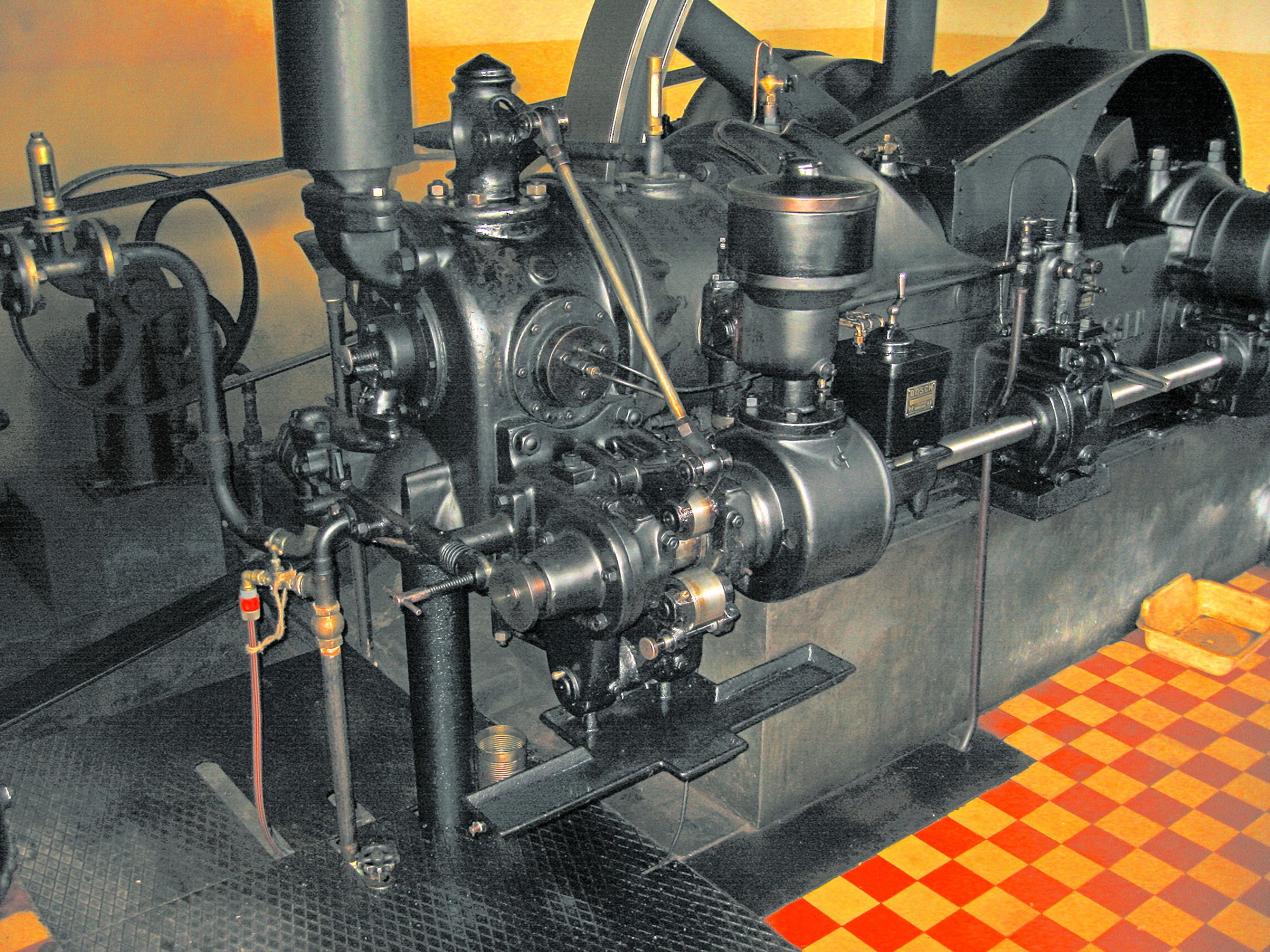
Dieselmotor van Maalderij De Nieuwe molen

De oudste bekende vermeldingen in de Lage Landen die zeker van een windmolen zijn dateren van ca. 1180. De oudste schriftelijke verwijzing naar een windmolen is terug te vinden in een akte uit 1183 van Filips van de Elzas, Graaf van Vlaanderen, waarin de rechten en bezittingen van de Abdij van Sint-Winoksbergen te Wormhout worden vastgelegd: "niemand aldaar mag een wind- of watermolen bezitten zonder toelating van de abt". In Nederland dateert de oudste schriftelijke vermelding van een windmolen voor de waterbeheersing uit 1407 en betreft een molen nabij Alkmaar. Het aantal groeide in de loop der jaren totdat omstreeks 1880 door de komst van de stoomtractie het maximum werd bereikt. Met de komst van de dieselmotor en de elektromotor werden molens ook hiermee uitgerust, zodat er onder alle omstandigheden gemalen kon worden, zoals respectievelijk bij de Venemansmolen en bij de Achlumer Molen. Ook werden er maalinrichtingen gebouwd, die alleen nog maar door een dieselmotor werden aangedreven, zoals de in 1926 gebouwde Maalderij De Nieuwe molen in Sinderen. Daarnaast werden er in de jaren dertig van de twintigste eeuw wiekverbeteringen aangebracht, zoals de fokwiek en de van Busselneus. Desondanks kon de windmolen de concurrentie met elektrisch aangedreven maalderijen niet aan en verdwenen veel molens. In de 19e eeuw waren er in Nederland ongeveer 10.000 windmolens. Vooral in de Zaanstreek hebben relatief veel molens gestaan. Rond 1725 waren er 600 wiekendragers gelijktijdig in bedrijf. Het totaal aantal gebouwde molens in de Zaanstreek wordt geschat op ca 1200. In de molendatabase zijn nu nog 1191 Nederlandse en 1331 Belgische molens opgenomen.

## Soorten molens

### Molens naar aandrijfwijze
- Getijdenmolen - aangedreven door waterstroming ten gevolge van de getijden
- Handmolen - aangedreven met de hand
- Rosmolen - aangedreven door een paard (ros)
- Schipmolen - aangedreven door stromend water
- Tredmolen - aangedreven door een lopend mens of dier
- Watermolen - aangedreven door stromend water
- Windmolen - aangedreven door wind
- Watervluchtmolen - aangedreven door water en wind

### Molens naar verrichting of product
Beukmolen - blauwselmolen - boezemmolen - cacaomolen - eekmolen (runmolen) - hennepklopmolen - koffiemolen - koldermolen - korenmolen - krijtmolen - kruitmolen - kunstwolmolen - loodwitmolen - mosterdmolen - moutmolen - oliemolen - papiermolen - pelmolen - pepermolen - poldermolen - schelpzandmolen - seinmolen - slijpmolen - snuifmolen - specerijenmolen - strijkmolen - trasmolen - verfmolen - volmolen - zaagmolen - watermolen

### Windmolens naar bouwwijze
Amerikaanse windmotor - bovenkruier - grondzeiler - paltrokmolen - spinnekop - standerdmolen - stellingmolen - houten achtkant - ronde stenen molen - tjasker - torenmolen - weidemolen - wipmolen - munnikmolen (Friese mount) - tonmolen

### Windmolens naar standplaats
beltmolen - getijdenmolen - walmolen - zeewindmolen

## Vermogen van molens
Een watermolen kan 1,5 tot 3,5 kilowatt leveren. Een oude standerdmolen kon 3,5 tot 7,5 kW leveren. Een windmolen met oudhollandse tuigage van de wieken kan gemiddeld 25 tot 30kW leveren. Met stroomlijnroeden, zoals fokwieken kan tot 45 kW worden geleverd.

## Het begrip "watermolen"

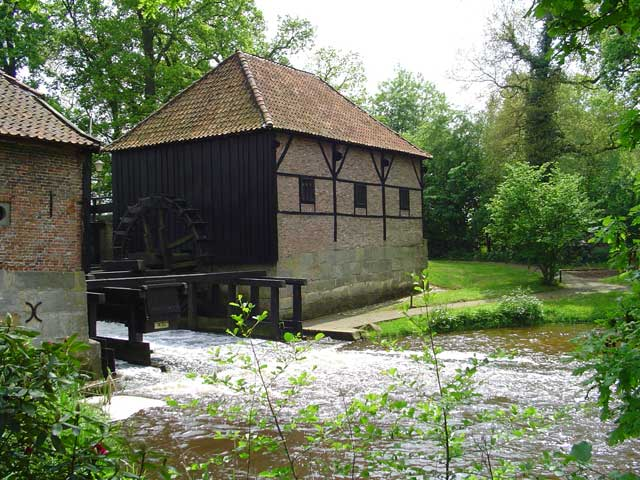
Oostendorper watermolen bij Haaksbergen.

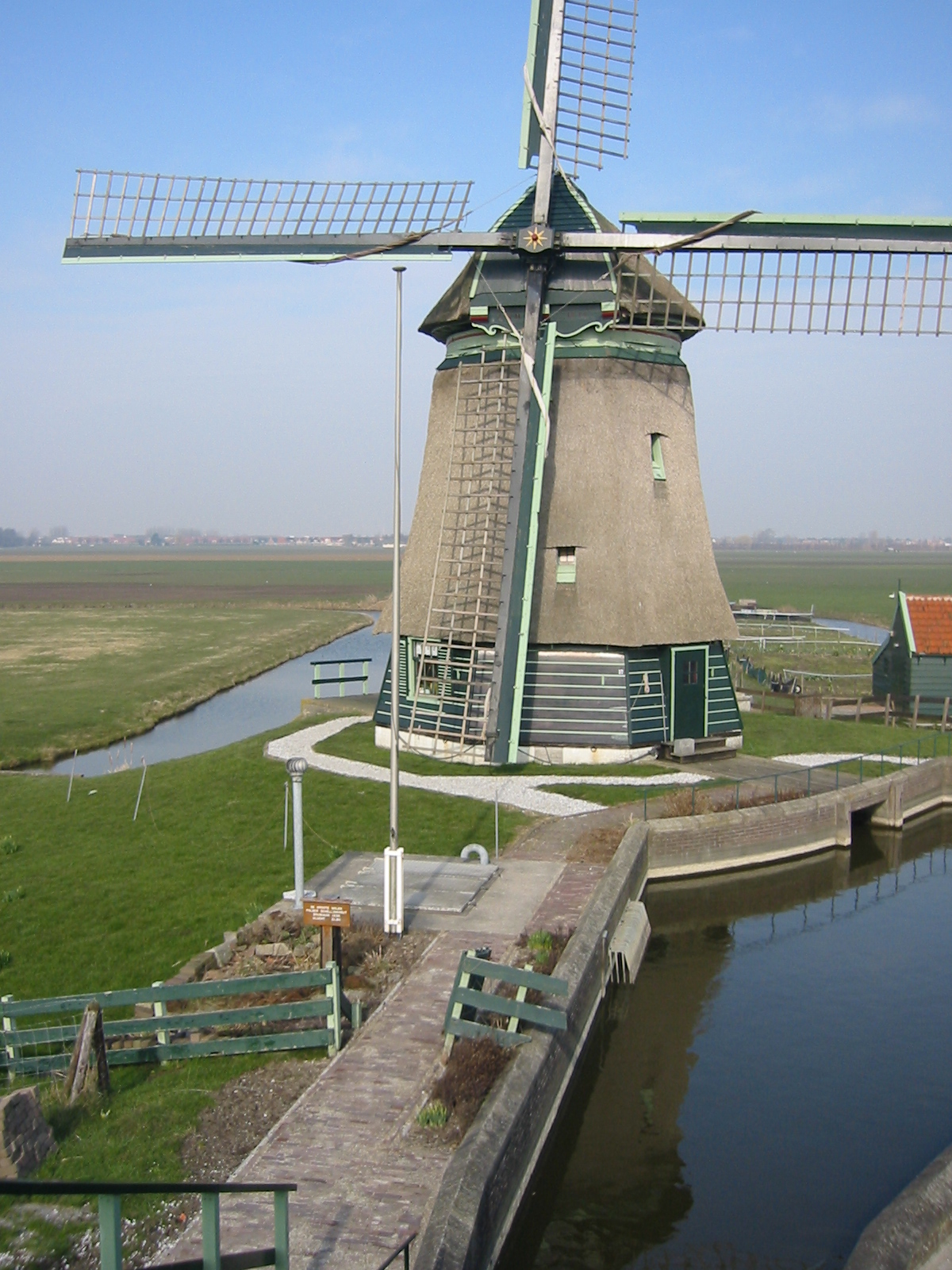
Poldermolen

Het begrip watermolen kan tot verwarring leiden, omdat het gebruikt wordt bij twee verschillende indelingen van molens:
- Naar de aard van de aandrijving. In dit geval is een watermolen dus een door water aangedreven molen aan een beek of riviertje.
- Naar de functie van de molen: In dit geval is een watermolen een molen die water verzet.

Doordat door water aangedreven molens alleen in het oosten en zuiden van Nederland voorkomen is de kans op verwarring. In het westen en midden van Nederland is het een windmolen die water verzet, in het oosten en zuiden van het land een molen die door water wordt aangedreven. Soms wordt beweerd dat het gebruik van "watermolen" voor een molen die water verzet een foutieve benaming is, en dat men die poldermolen moet noemen. Daar vallen twee dingen tegen in te brengen:
- Al eeuwenlang spreekt men in het midden en westen van het land in bestekken, rekeningen, advertenties waarin molenaars worden gevraagd enz. over "watermolen" en "watermolenaars".
- Niet alle windmolens die water verzetten zijn poldermolens. Er werden vroeger ook windmolens ingezet voor het verpompen van water van de ene boezem naar de andere. Deze molens bemaalden géén polders. Men noemde deze molens boezemmolens of strijkmolens omdat ze, met een geringe opvoerhoogte, het water van de ene naar de andere boezem "streken". Verder is bij een droogmakerij als de Schermer met ruim 50 molens slechts een beperkt aantal daarvan "poldermolen"; de rest stond aan de rand van de polder en was ondermolen, middenmolen of bovenmolen. Die werden ook wel ringmolens genoemd.

## Molenbehoud in Nederland
Door de introductie van elektriciteit op het platteland in de jaren twintig was de onbetrouwbare windbemaling overbodig geworden en konden werktuigen op elk gewenst moment hun werk doen. In 1923 werd de vereniging De Hollandsche Molen opgericht om de toenmalige grootschalige sloop van wind- en watermolens te stoppen.

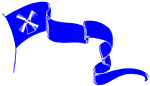
Als aan een molen de molenwimpel hangt, dan is de molen opengesteld voor publiek.

Momenteel zijn de meeste molens in bezit van gemeentes of stichtingen en worden de meeste molens door vrijwillige molenaars meestal op zaterdagen in bedrijf gehouden. Het Gilde van Molenaars verzorgt o.a de opleiding van de molenaars. In Friesland is het Gild Fryske Mounders actief. Wanneer een molen open is voor belangstellenden, dan heeft de molenaar aan of bij de molen een speciale blauwe molenwimpel of een vlag uithangen (zie afbeelding).

## Galerij

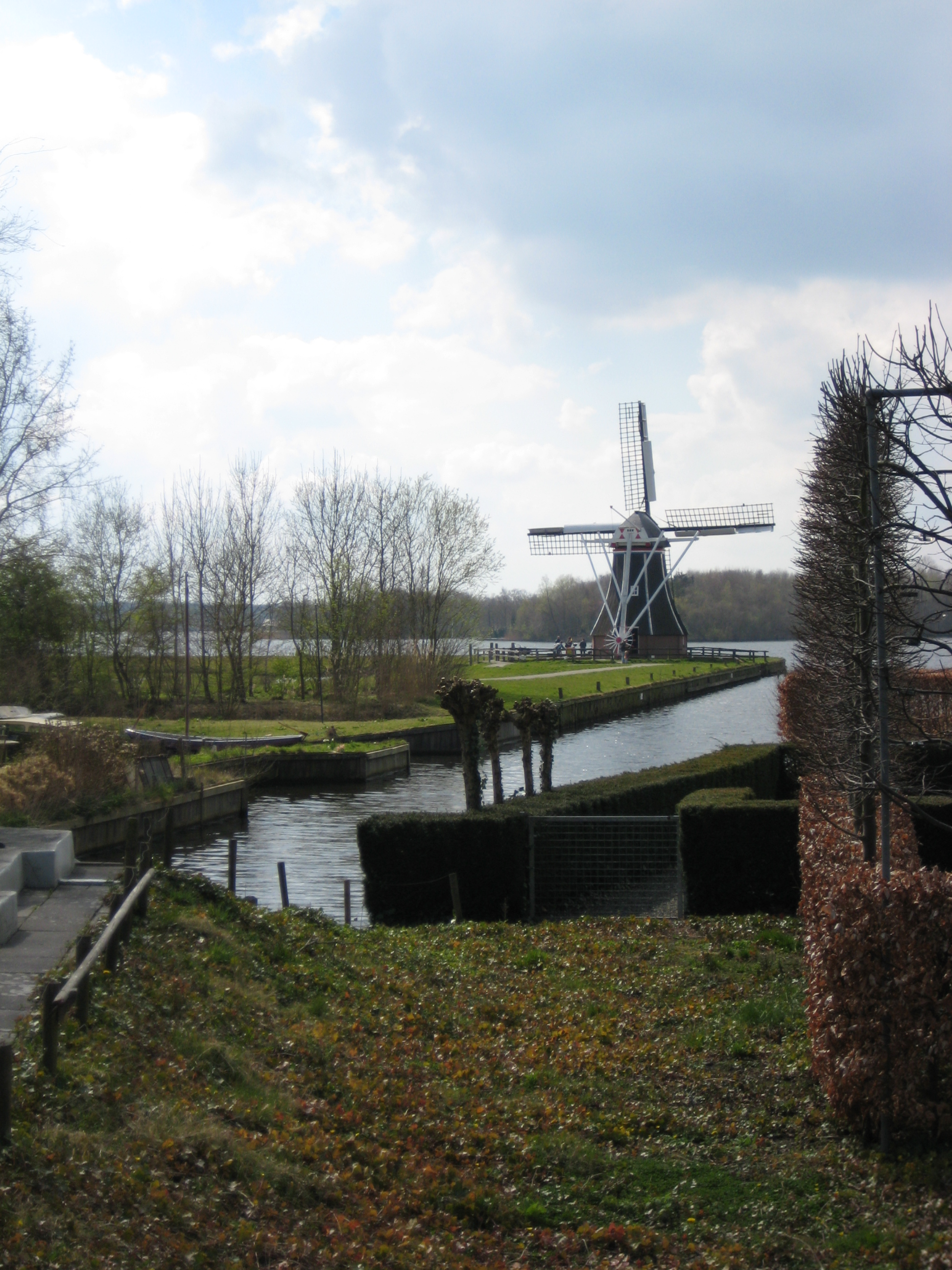
Molen bij het Paterswoldsemeer
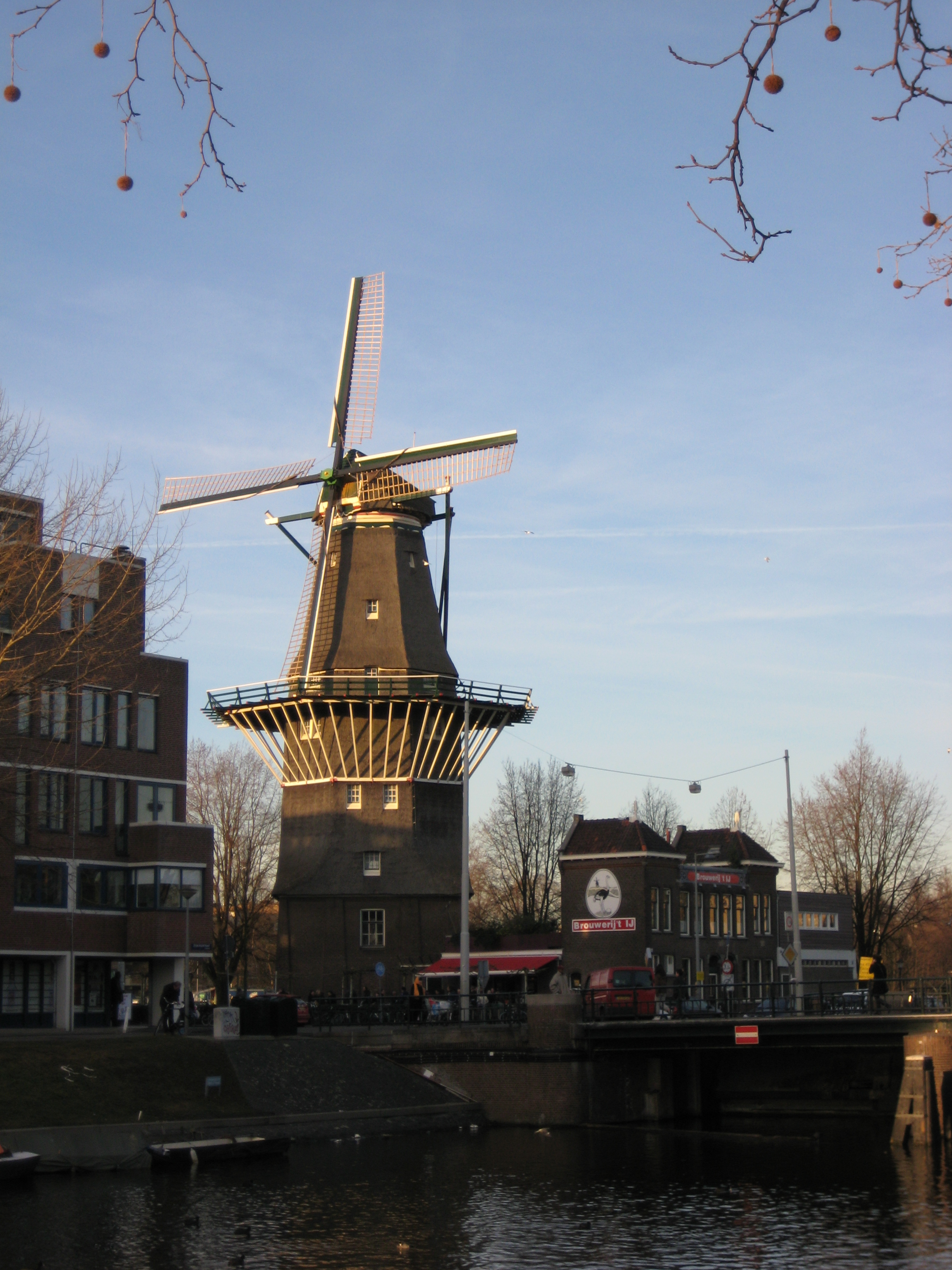
Molen de Gooyer
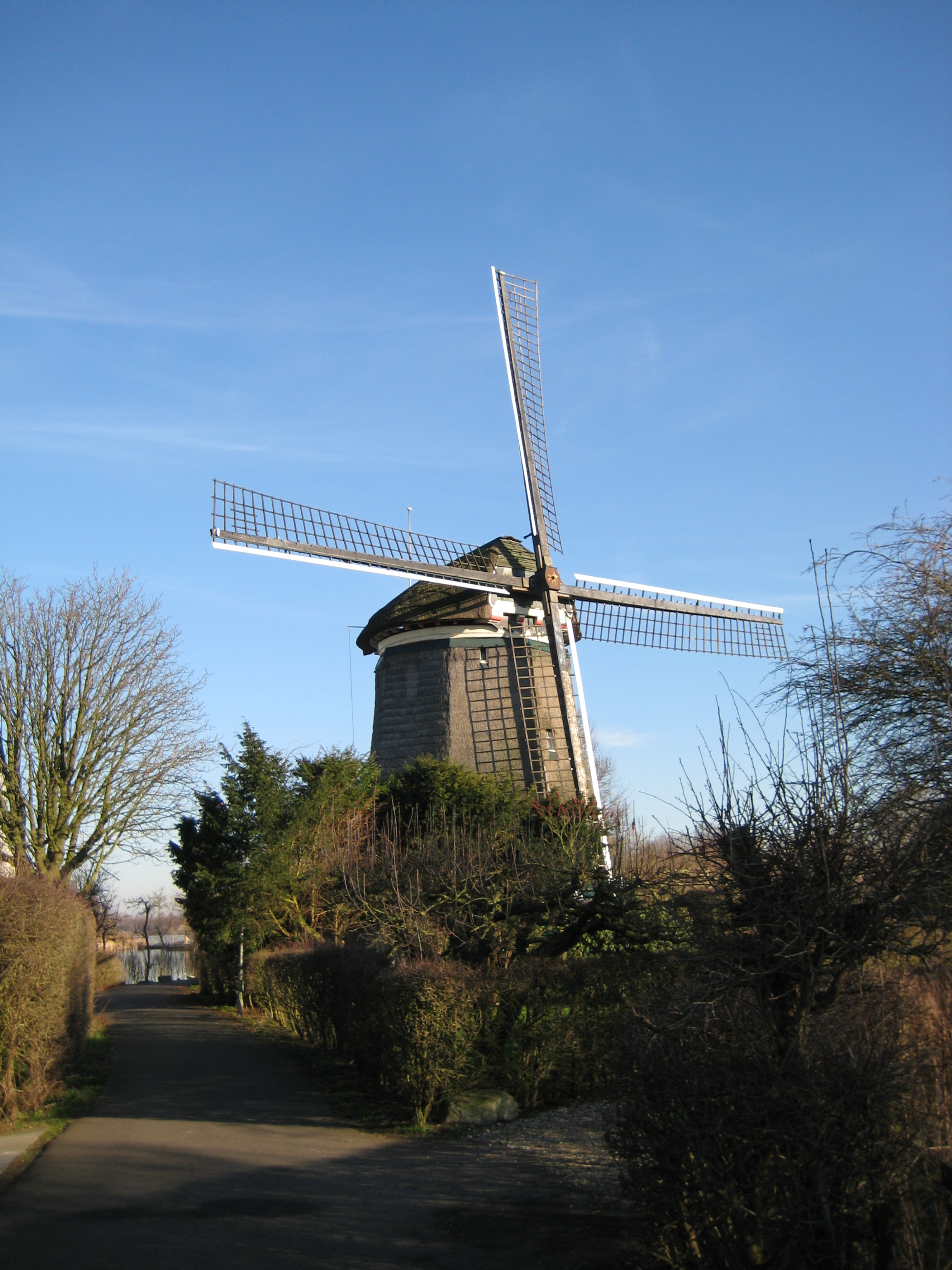
Poldermolen Nederhorst den Berg
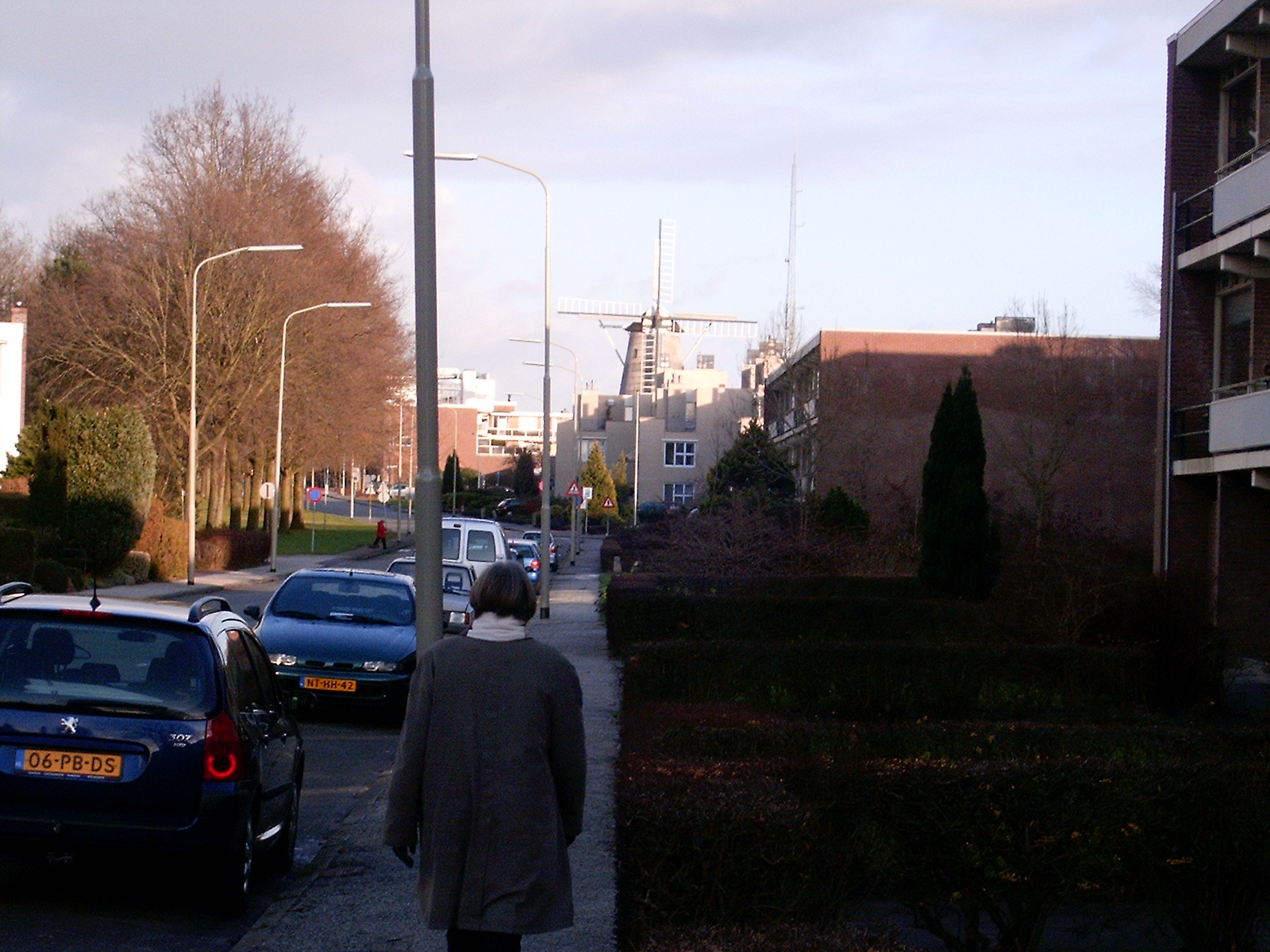
Vondellaan te Haren met op de achtergrond de molen De Hoop
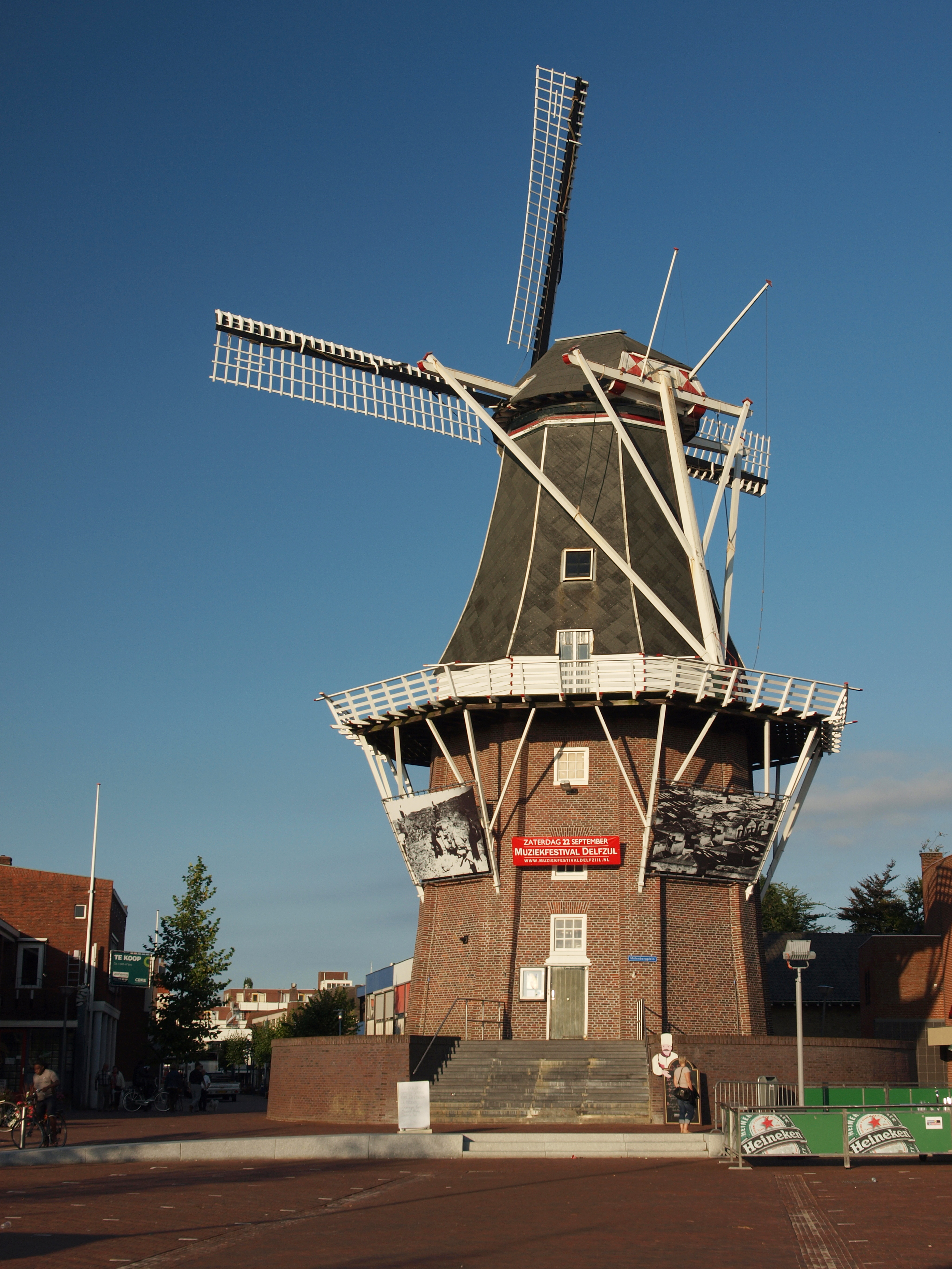
Molen Adam in Delfzijl
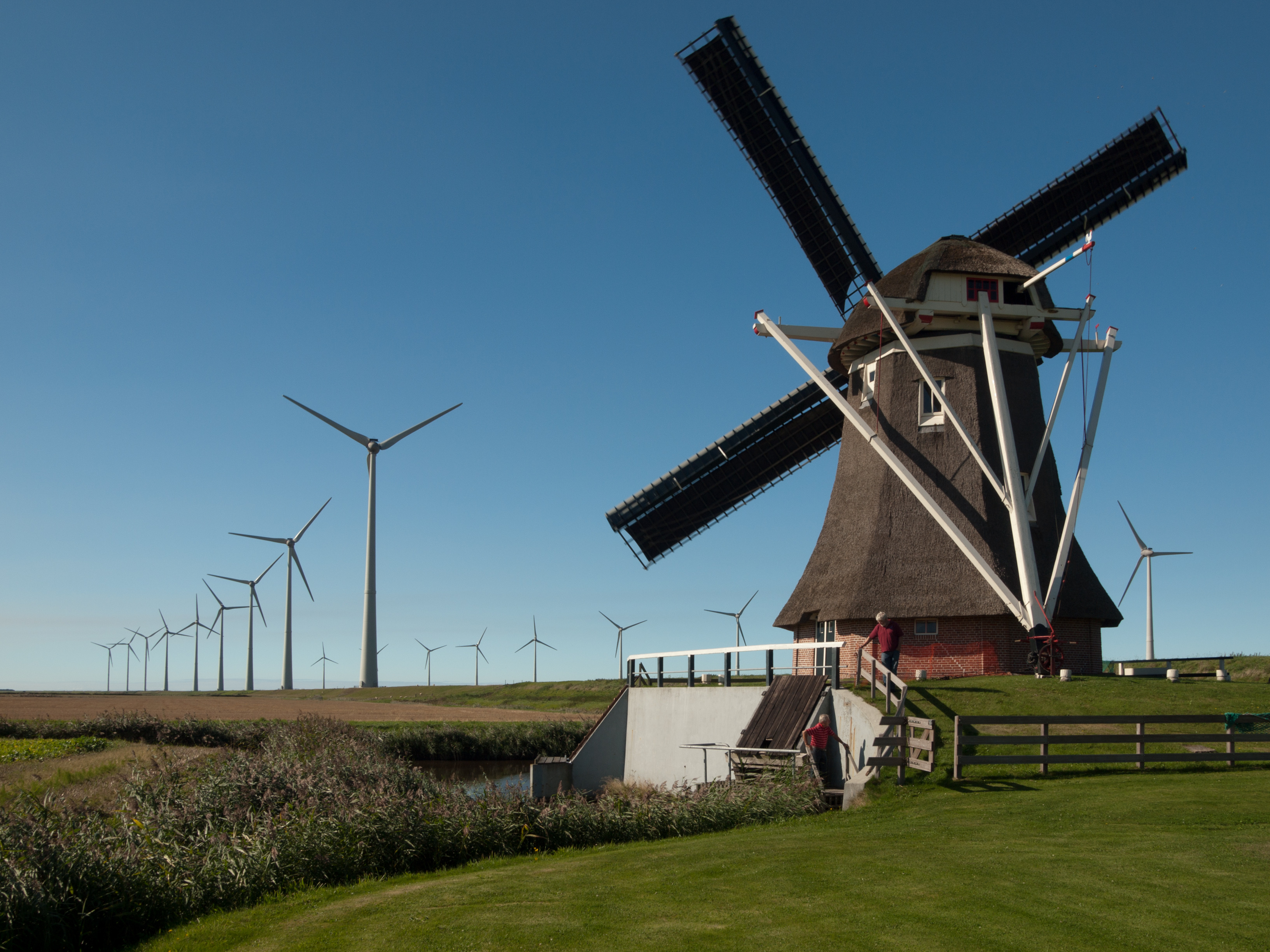
Poldermolen Goliath in Eemshaven
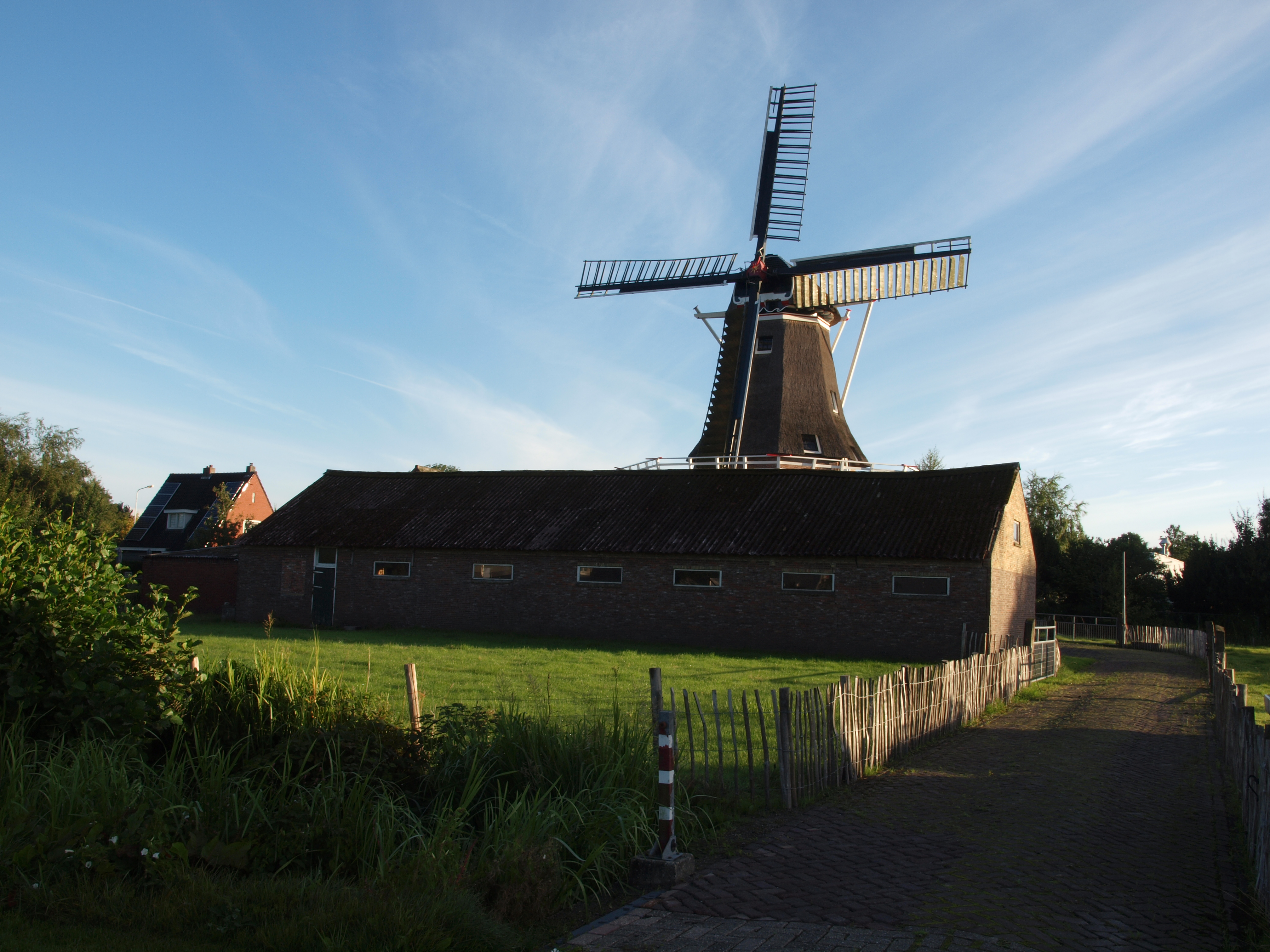
De molen van Surhuisterveen
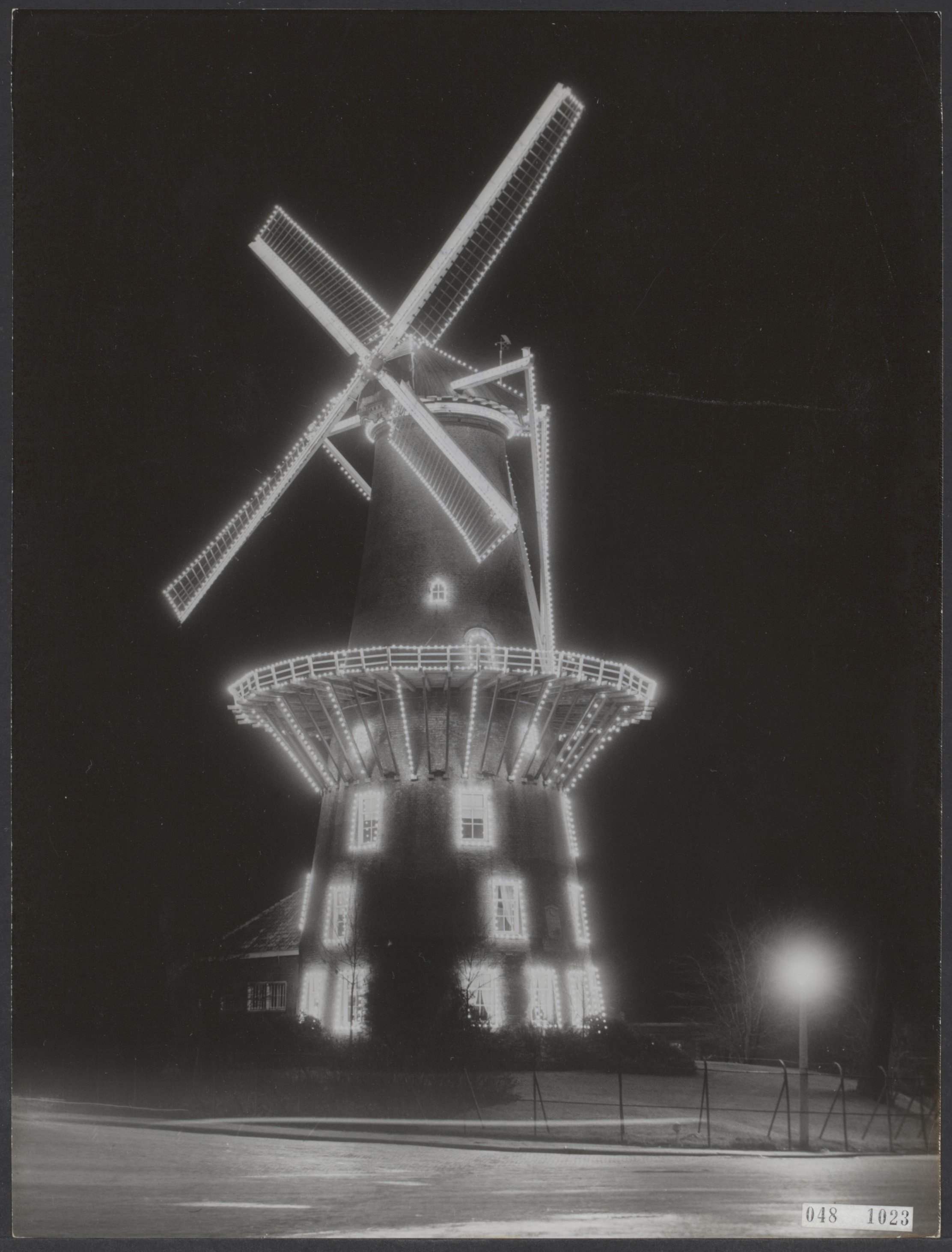
In Nederland worden molens verlicht tijdens de kerstperiode als kerstgebruik. Op de foto molen De Valk (Leiden), 1955